# Adam Kurzynowski
Adam Kurzynowski (ur. 26 lutego 1934) – polski profesor, socjolog polityki społecznej, wykładowca Instytutu Gospodarstwa Społecznego Szkoły Głównej Handlowej w Warszawie.

## Życiorys
Jest absolwentem Szkoły Głównej Planowania i Statystyki w Warszawie (późniejszej Szkoły Głównej Handlowej).  W latach 1975–2004 pełnił na tej samej uczelni funkcje prodziekana, dziekana Wydziału Ekonomiczno-Społecznego, prorektora do spraw badań naukowych, kierownika Katedry Socjologii Pracy Polityki Społecznej i Zatrudnienia, jak również dyrektora Instytutu Gospodarstwa Społecznego. Od 1993 do 1995 był członkiem Rady Polityki Społecznej przy Prezydencie RP. Obecnie jest członkiem następujących organizacji: Komitetu Nauk o Pracy i Polityce Społecznej PAN, Rady Naukowej Głównego Urzędu Statystycznego, Rządowej Rady Ludnościowej, Rady Naukowej Instytutu Pracy i Spraw Socjalnych i Polskiego Towarzystwa Polityki Społecznej. Przebywał na stażach zagranicznych (m.in. Fundacji Fulbrighta na Uniwersytecie Wisconsin oraz prowadził wykłady z socjologii na Uniwersytecie w Groningen). Jest członkiem rady programowej Mazowieckiego Obserwatorium Rynku Pracy.

## Zainteresowania
Główne obszary zainteresowania:
- teoria i praktyka polityki społecznej,
- warunki bytu ludności,
- aktywność zawodowa poszczególnych grup ludności, w tym osób niepełnosprawnych,
- bezrobocie,
- potrzeby społeczne,
- lokalny i globalny rozwój zrównoważony,
- polityka społeczna w Unii Europejskiej[1].